# Zethus quadridentatus
Zethus quadridentatus is een vliesvleugelig insect uit de onderfamilie van de leemwespen (Eumeninae). De wetenschappelijk naam ervan werd gepubliceerd door Peter Cameron in 1902. De soort komt voor in Borneo. Het mannetje is 15 mm lang.